# 알파 나선
알파 나선(영어: α-helix)이란 단백질의 2차 구조 중 하나로 나선형으로 생겼기에 이런 이름이 붙었다. α-헬릭스라고도 한다. 아미노산 잔기 3.6개가 1회전을 하는 나선이 수소 결합으로 안정성을 유지한다.

## 구조
α-나선은 단백질의 2차 구조 2가지 중 하나이다. 나머지 하나는 베타 병풍 구조이다.
α-나선은 수소결합에 의해서 유지된다. 이때 감기는 방향은 오른쪽으로 감는 나선, 왼쪽으로 감기는 나선 둘 다 존재한다. 그러나 자연계에는 오른쪽 방향이 많다.

## 발견
라이너스 폴링이 1951년에 이 구조가 나선 형태로 감긴 폴리펩타이드 줄과 같이 생겼다는 것과 수소 구조가 그 줄의 매개체임을 알아냈다. 기존의 내용은 1950년대 브래그의 것이었지만 오류가 많았었다. 이 과정은 X선 자료, 모형 구축, 양자화학의 이론적 이해 등이 필요한 복합적 과정이었다.
이 발견은 이후 DNA 이중나선 모델 구조화에도 영향을 주었다.

## 같이 보기
- 베타 병풍
- 단백질의 2차 구조